# Nigel Farage
Nigel Paul Farage (IPA: færɑːʒ/; Downe, 1964. április 3. –) angol euroszkeptikus politikus. 2006 szeptemberétől 2009 novemberéig, majd újra 2010 novemberétől 2016 szeptemberéig a brit Függetlenségi Párt (UKIP) vezetője volt. 1999 óta tagja az Európai Parlamentnek (EP) Délkelet-Angliából. A Szabadság és Közvetlen Demokrácia Európája nevű európai parlamenti frakció elnöke. Az EP-ben elmondott szellemes, néha nagy vitát szító beszédeiről, valamint az Európai Uniót (EU) és annak intézményeit illető erős kritikájáról vált ismertté. 2016-ban a Brexit-kampány egyik arca volt.

## Politikai pályafutása
Farage alapító tagja volt az UKIP-nek, miután elhagyta a Konzervatív Pártot az 1992-es Maastrichti Szerződés aláírása után. Sikertelenül kampányolt az európai, valamint a westminsteri parlamenti választásokkor a UKIP oldalán 1994-ben, ezután 1999-ben megválasztották európai parlamenti képviselőnek Délkelet-Angliában. Ezt követően folyamatosan megválasztották 2004, 2009 és 2014-ben is képviselőnek.
2006 szeptemberében Farage vált a UKIP vezetőjévé, és ő vezette a pártot keresztül a 2009-es európai parlamenti választáson, ekkor a második legnagyobb arányban megnyerték a népszerűségi szavazást, legyőzve a Munkáspártot és a Liberális Demokratákat több mint kétmillió szavazattal. Lemondott 2009 novemberében, hogy a 2010-es általános választásokra koncentrálhasson. 2010-ben újraválasztották a UKIP vezetőjének. Bejelentette lemondását a 2015-ös elbukott általános választás után, de nem fogadták el, és a posztján maradt 2016-ig, kiemelkedő alakja volt az Egyesült Királyság kilépési kampányának, ami után a választók az EU-ból való kilépés mellett döntöttek.
Farage második helyen végzett a The Daily Telegraph Top 100 legbefolyásosabb jobboldaliakat rangsoroló felmérése során 2013 októberében, David Cameron miniszterelnök mögött. Az év britjének nevezte meg a The Times 2014-ben.
2016. július 4-én Farage megint bejelentette lemondását mint a UKIP vezetője. A The Spectator újságírója, Rod Liddle úgy írta le Farage-t, mint „az utóbbi évtized legfontosabb és legsikeresebb brit politikusa. Lemondása lyukat hagy a politikai rendszerünkben. Hatalmas intelligenciával, üdítően liberális megközelítéssel ő építette a UKIP-et fel a semmiből, és tette a harmadik legnagyobb párttá, sikerült a legfontosabb ambíció – lásd az Egyesült Királyság kilép az Európai Unióból." Utódja Diana James lett a Brit Függetlenségi Párt megválasztott női elnöke, aki mindössze 18 napnyi elnökség után szintén lemondott.
2023 tavaszán elismerte, hogy a Brexit elbukott, miután egyértelművé vált, hogy a lépés nem hozott gazdasági előnyöket a britek számára, ezért viszont a torykat, vagyis a konzervatívokat okolta, akik szerinte „épp annyira hasznavehetetlenek, mint a brüsszeli biztosok.” Azt viszont egy pillanatig nem gondolta, hogy jobb lett volna az országának az EU-ban maradnia.

## A Brexit Párt
2019. április 12-én bejelentette a Brexit Párt megalakulását, a párt április 17-én 15 százalékos, május 20-án pedig már 33,4 százalékos támogatottságot ért el. A 2019-es európai parlamenti választást megelőző utolsó közvélemény-kutatások szerint a Brexit Párt több szavazatra számíthatott, mint a Konzervatív Párt és a Munkáspárt együttvéve.

## Fordítás
- Ez a szócikk részben vagy egészben  a   Nigel Farage című angol Wikipédia-szócikk ezen változatának fordításán alapul.  Az eredeti cikk szerkesztőit annak laptörténete sorolja fel. Ez a jelzés csupán a megfogalmazás eredetét és a szerzői jogokat jelzi, nem szolgál a cikkben szereplő információk forrásmegjelöléseként.